# Miogryllus lineatus
Miogryllus lineatus is een rechtvleugelig insect uit de familie krekels (Gryllidae). De wetenschappelijke naam van deze soort is voor het eerst geldig gepubliceerd in 1876 door Scudder.